# Die Belagerung Roms
Die Belagerung Roms ist eine Erzählung des französischen Autors Jules Verne. Sie entstand zwischen 1854 und 1860 und wurde zu Lebzeiten des Autors nicht veröffentlicht. Die Erzählung erschien erstmals 1991 in Frankreich.

## Handlung
Die Geschichte spielt im Jahre 1849 in der Römischen Republik, als der Papst von der Revolution ins Exil nach Gaeta vertrieben wird. Um die Autorität von Pius IX. wiederherzustellen, schickt Louis-Napoléon Bonaparte ein Expeditionskorps nach Italien. Unter den Soldaten der Truppe befinden sich auch Henri Formont, ein von Melancholie geplagter junger Mann, und zwei seiner Freunde, Annibal de Vergennes und Jean Taupin. Formonts Traurigkeit rührt daher, dass seine Verlobte Marie von dem Schurken Andreani Corsetti entführt wurde, der sie in den unterirdischen Gängen einer römischen Villa gefangen hält. Als es zum letzten Angriff kommt, ersticht Corsetti voller Hass die junge Frau und flieht, indem er versucht, die Villa in die Luft zu sprengen. Als Formont seine tote Geliebte entdeckt, fällt er in Ohnmacht. Seine Freunde können nur noch seine Leiche bergen. 

## Ausgaben
- Jules Verne: Die Belagerung Roms (Übersetzung Gerd Frank). Edition Dornbrunnen, 2020, ISBN 978-3-943275-47-6.